# Улица Милоша Поцерца (Београд)
| МИЛОША ПОЦЕРЦА · улица | МИЛОША ПОЦЕРЦА · улица |
| ---------------------- | ---------------------- |
|                        |                        |
| Општина                | Савски венац           |
| Почетак                | Савска улица           |
| Крај                   | Ресавска улица         |
| Дужина                 | 500 m                  |
| Ширина                 | 10 m                   |
| Створена               | непознато              |
| Названа                | 1896                   |
|                        |                        |
|                        |                        |

Улица Милоша Поцерца налази се на територији општине Савски венац. Простире се од улице Савске 26, пресеца Сарајевску улицу, улицу Кнеза Милоша, Ресавску улицу до Пастерове улице. 

## Име улице
Ова улица је више пута током историје мењала име:
- Део: Колубарска (1871-1896)
- део: Жетеочка (1872-1896)

Име је добила 1896. године када је названа Поцерац Милоша. Назив је промењен 1910. године када је названа Милоша Поцерца.

## Историја
Милош Поцерац био је српски војвода. Рођен је 1776. године у селу Врањска, Поцерина. Истицао се изузетним јунаштвом. Године 1806. постаје војвода поцерски. Заробио је сабљу Кулин-капетана. Кулинова породица давала је Милошу злата колико је тешка сабља само да им врати сабљу. Поцерац је уместо злата тражио да се ослободи српско робље из шабачке нахије, али му то нису могли дати. Ратовао је на Дрини 1807, 1809 и 1810. године, а Филип Вишњић опевао је његову борбу са Мехом Оругджићем. Милош Поцерац погинуо је 1811. године од од неког хајдука Прела. 
Године 1813. у Лешници заробљен је Милошев брат Јанко, када му је одузета сабља и предата је породици Кулин-капетана.

## Улицом Милоша Поцерца
Значајна институција од Савске до Пастерове. На почетку улице са десне стране налази се Школа за бродарство, бродоградњу и хидроградњу.